# Lixophaga mediocris
Lixophaga mediocris är en tvåvingeart som beskrevs av Aldrich 1925. Lixophaga mediocris ingår i släktet Lixophaga och familjen parasitflugor. Inga underarter finns listade i Catalogue of Life.